# Roullens
Roullens – miejscowość i gmina we Francji, w regionie Oksytania, w departamencie Aude.
Według danych na rok 1990 gminę zamieszkiwało 348 osób, a gęstość zaludnienia wynosiła 44 osoby/km² (wśród 1545 gmin Langwedocji-Roussillon Roullens plasuje się na 596. miejscu pod względem liczby ludności, natomiast pod względem powierzchni na miejscu 863.).